# Programa Košice
O Programa de Košice, ou Programa do Governo de Košice (em tcheco/checo:  Košický vládní program, em eslovaco:  Košický vládny program), foi um acordo de 1945 entre comunistas tchecoslovacos que haviam passado a guerra na União Soviética e o governo checoslovaco no exílio, que estava baseado em Londres. Eles se encontraram na cidade de Košice, que já havia sido libertada pelo Exército Vermelho. O programa delineou o acordo político pós-guerra, a Frente Nacional sob a qual todos os partidos políticos operariam, e prometeu a expulsão dos alemães da Tchecoslováquia. O programa foi a base tanto da Terceira República Checoslovacaquanto, após o golpe de 1948, da República Socialista Checoslovaca.
O documento do programa foi aprovado em 5 de abril de 1945. Ele estabeleceu os princípios da política futura e foi referido como o “programa de revolução nacional e democrática”. Ele mudou a orientação da Tchecoslováquia ainda mais em direção à URSS e “legalmente” ancorou a dependência da Tchecoslováquia na União Soviética. Ele declarou reivindicações sobre a culpa coletiva dos partidos de direita e das populações alemãs e húngaras pela dissolução da Checoslováquia e pela cooperação com o regime nazi. O texto do rascunho foi preparado pelo Partido Comunista da Checoslováquia (KSČ)    

## Preparação
No final da Segunda Guerra Mundial, foram realizadas negociações entre o presidente Edvard Beneš e a liderança de Moscou (moscovita) do Partido Comunista, liderada por Klement Gottwald, sobre a formação de um governo pós-guerra. Como resultado, um governo da Frente Nacional de Tchecos e Eslovacos foi estabelecido em 4 de abril de 1945, com o presidente do Partido Social Democrata, Zdeněk Fierlinger, como primeiro-ministro. Oficialmente, foi relatado que o governo aprovou o chamado Programa do Governo de Košice após chegar a Košice em 5 de abril de 1945. Na verdade, o programa do governo foi assinado em 29 de março em Moscou. As partes do exílio de Londres chegaram à reunião de Moscou insuficientemente preparadas. Além dos comunistas, apenas os social-democratas apresentaram uma proposta, que foi rejeitada por Fierlinger. 

## Estrutura
O programa consistia em 16 capítulos que tratavam de várias questões da vida social, política e econômica, e do status internacional da Tchecoslováquia libertada.
As principais características do programa são:
1. Estabelecimento de um regime de democracia multipartidária limitada com base no princípio do governo de unidade nacional, amplamente declarado como “democracia popular”.
2. Abandono do tchecoslovacismo; reconhecimento da auto governança eslovaca e do Conselho Nacional Eslovaco como seu representante; aceitação da relação entre tchecos e eslovacos em igualdade de condições.
3. Um novo sistema político baseado na Frente Nacional como uma ampla coalizão para todas as direções políticas permitidas, excluindo assim a oposição (o elemento mais importante foi a proibição do Partido Agrário).
4. Restrições à propriedade privada, nacionalização de grandes empresas e outras reformas socialistas.
5. Desnaturalização de nacionais alemães e húngaros que viviam na Tchecoslováquia (com exceções legislativas).
6. Orientação unilateral em relação à União Soviética na política externa, de segurança e defesa.
7. Formação do Exército Tchecoslovaco com base nos princípios do Exército Vermelho, introduzindo “oficiais de propaganda”